# Xylomoia lignea
Xylomoia lignea là một loài bướm đêm trong họ Noctuidae.